# Shelley Segalová
Shelley Segalová (nepřechýleně Segal; * 4. dubna 1987 Melbourne, Victoria) je australská zpěvačka a skladatelka známá zejména svou hudbou se světskými tématy, včetně jejího alba z roku 2011 An Atheist Album. Uspořádala tour po Austrálii, Velké Británii, Hongkongu, Číně a Spojených státech amerických, a hrála na mnoha ateistických / světských akcí včetně Reason Rally, konferenci American Humanist Association, California Free Thought Day, Global Atheist Convention, ReAsonCon, Gateway to Reason, a Reasonfest. Její první singl, „Saved“, je v současné době[kdy?] užíván jako úvodní znělka webcastu a televizního pořadu The Atheist Experience.

## Život

### Osobní život
Shelley Segalová se narodila v Melbourne v Austrálii. Vyrostla v tradiční židovské rodině, její otec Danny Segal je představeným synagogy v East Melbourne (k srpnu 2017) a hraje na housle ve svatební kapele klezmer. V 11 letech začala Shelley zpívat v kapele jejího otce a skládat své vlastní písně. V osmnácti letech se pak prohlásila za ateistku a začala náboženství vnímat negativně kvůli jevům, jako je třeba genderová segregace v ortodoxních židovských synagogách. Segalová se současně identifikuje jako humanistka.

### Kariéra
Segalová vydala své první album Shelley Segal EP v roce 2009. Je složeno z písní, které napsala ve věku 15–21 let.
V roce 2011 vydala album An Atheist Album. Říká o něm, že ho zkomponovala zejména „jako výraz mé upřímné reakce na debatu mezi náboženskými a světskými názory.“ Obsahuje následující skladby:
- „Apocalyptic Love Song“ (o lidské bezvýznamnosti a hledání smyslu v životě, věnovaná Christopheru Hitchensovi)
- „Afterlife“ (o dopadech víry v posmrtný život)
- „House With No Walls“ (o lidech, kteří si vytvářejí unikátní, osobní víru ve chvíli, kdy se zcela neshodují s náboženskou doktrínou, a o vyhýbání se zpochybňování víry)
- „Gratitude“ (o uznání a vděku za život bez náboženské víry)
- „Saved“ (o konceptu věčného utrpení a o těch, kteří ho využívají jako evangelní nástroj) Jednalo se o její první singl, v současnosti používán jako úvodní znělka pro webcast a pořad kabelové televize The Atheist Experience.[4]
- „I Don't Believe In Fairies“ (o nedostatku důkazů nadpřirozených sil)
- „Eve“ (o misogynii v Bibli)

Segalová je spoluautorem a vokalistkou pro taneční píseň Carla Coxe Chemistry.
Roku 2013 byla Shelley Segalová na hudební tour s kytaristou Adamem Levym a ve spolupráci s ním vydala album Little March. Skladby alba jsou o lásce a vztazích.
Další své album Easy Escape vydala Segalová roku 2014. Reggae stylem inspirovaná píseň Morocco vyvolala právě v Maroku kontroverze. Píseň založená na jejích tamních zkušenostech byla kritizována za odkazy na užívání drog. Marocké zpravodajské stránky Afriquinfos prohlásily, že Shelley „zostudila království (Maroka)“. Pro Fairfax Media Segalová o písni prohlásila: „Je to o kontrastu, o situaci, kdy se přijíždím jako turista bavit a uniknout svým vlastním problémům, v kontrastu s některými problémy, kterým tu čelí místní lidé, pochybnostmi o vlastním místě v životě, ... a mých potížích.“
V roce 2015 Segalová vydala Strange Feeling EP. S body-positive (přesvědčení, že všechny lidské bytosti by měly mít pozitivní postoj k svému tělu a přijímat tak i těla druhých) písní Sidelined byla roku 2016 ve finále soutěže Unsigned Only. Roku 2016 Segalová podepsala smlouvu s vydavatelstvím 411 Music Group a přestěhovala se do Los Angeles.

## Diskografie

### Alba
- Shelley Segal EP (2009)
- An Atheist Album (2011), True Music
- Little March (2013) s Adamem Levym, True Music
- An Easy Escape (2014), True Music
- Strange Feeling EP (2015)[18]

### Singly
- Saved (2011)
- Chemistry (2011) s Carlem Coxem
- Begin Again (2017)
- Sparks Are Flying (2021) s Princem Chapellem a Dominicem Vosem